# پاگودا یاساکا
پاگودا یاساکا یا برج یاساکا (ژاپنی: 八坂の塔) یک پاگودای بودایی است که در هیگاشی‌یاما، کیوتو، کیوتو، ژاپن واقع شده است.